# Eyak
Eyak.- Pleme američkih Indijanaca s delte Copper Rivera, na Aljaski. Eyak Indijanci vode se jezično kao dio Velike porodice Na-Déné, zajedno s plemenima Koluschan, Skittagetan i Athapaskan, u kojoj čine samostalnu porodicu. Eyaki su ribarski narod. Rusi koji prvi trguju na Aljaski navode ih kao narod s posebnom kulturom i vlastitim teritorijem. 1880.-tih godina dolazi do ekspanzije Tlingita (pleme Yakutat) koji su im sveli broj na oko 200 ljudi. Dolaskom Amerikanaca broj im opada još više, pa je 1900. sveden na svega 60. U to vrijeme Eyaki su naseljeni na jezeru Eyak, a njihovo naselje postaje dio grada Cordova. Marie Smith (1918-) je posljednji punokrvni pripadnik plemena Eyak, i posljednja govornica eyak jezika, preminula 21 siječnja 2008.

## Vanjske poveznice
- Eyak  Arhivirana inačica izvorne stranice od 1. rujna 2006. (Wayback Machine)
- Eyak Language Preservation
- Eyak  Arhivirana inačica izvorne stranice od 28. kolovoza 2008. (Wayback Machine)